# 雄武駅

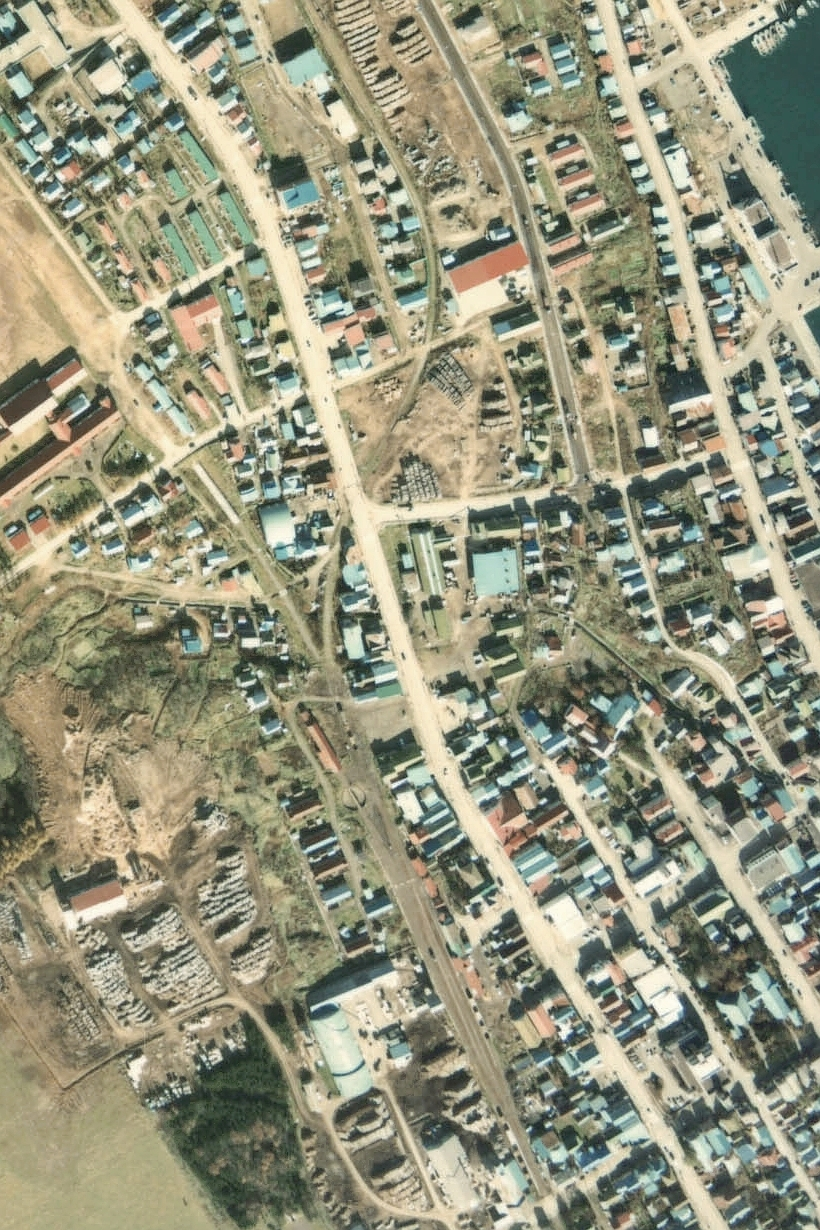
1978年の雄武駅と周囲約500m×750m範囲。下が興部方面。写真下側に駅本構があり、そこより国道238号線を横切って、写真上端に見える市街中心から外れた北に設けられたストックヤードへ、貨物線が伸びている。駅本構内自体は狭く、単式ホーム1面と幾つかの副線、北側に転車台の残った車庫を持つ。本線の延長線上に、左上の学校の地下を通って枝幸へ向かう予定だった興浜線の未成区間の、この時点ではまだ建設中の路盤が見える。

雄武駅（おむえき）は、北海道紋別郡雄武町（おうむちょう）字雄武にあった日本国有鉄道興浜南線の駅（廃駅）である。事務管理コードは▲122203。

## 歴史
興浜南線が興浜線（興部駅 - 浜頓別駅）の先行開業区間として開業した経緯で、当駅は終端駅となった。枝幸郡枝幸町の興浜北線北見枝幸駅との間の未成区間は、路盤や施設などは一部が建設されていたものの、社会情勢の変化に伴い、この未成区間は開通することなく、興浜南線とともに雄武駅は廃止された。
- 1935年（昭和10年）9月15日 - 鉄道省興浜南線興部駅 - 当駅間開通に伴い開業[1]。一般駅[1]。
- 1944年（昭和19年）11月1日 - 興浜南線の不要不急線指定にともない休止[1]。
- 1945年（昭和20年）12月5日 - 営業再開[1]。
- 1949年（昭和24年）6月1日 - 公共企業体である日本国有鉄道に移管。
- 1959年（昭和34年）9月 - 駅舎改築[3][4]。
- 1984年（昭和59年）2月1日 - 貨物・荷物取扱い廃止[1]。
- 1985年（昭和60年）7月15日 - 興浜南線の廃線に伴い廃止となる[1]。

### 駅名の由来
所在地名より。駅名は「おむ」と読むが、所在する雄武町は「おうむ」と読み、駅名と地名では読み方に相違があった。

## 駅構造
廃止時点で、単式ホーム1面1線を有する地上駅で、終端駅であった。ホームは線路の北東側（雄武方面に向かって右手側）に存在した。このほか貨物線、留置線、給水線など、旅客用の1番線の外側に4番線までと、興部方から駅舎側に分岐し駅舎南側のホーム切欠き部分の貨物ホームへの貨物側線を1本有していた。1番線の先には1975年（昭和50年）3月時点で専用線が続いており、3番線の先には蒸気機関車時代の転車台が残っていた。
職員配置駅で、駅舎は線路の東側に位置しホーム中央部分に接していた。
貨物列車は1980年（昭和55年）時点で隔日運転で、発送荷物はパルプ用丸太、到着貨物は石油、肥料、飼料が主であった。
線路の延長上に興浜北線北見枝幸駅までの未成線の路盤が10km以上先まで続き、北見音標駅予定地付近まで完成していた。駅の北側には雄武トンネル（延長325m）も完成していた。

## 利用状況
乗車人員の推移は以下のとおり。年間の値のみ判明している年については、当該年度の日数で除した値を括弧書きで1日平均欄に示す。乗降人員のみが判明している場合は、1/2した値を括弧書きで記した。
| 年度               | 乗車人員 | 乗車人員 | 出典  | 備考 |
| 年度               | 年間     | 1日平均  | 出典  | 備考 |
| ------------------ | -------- | -------- | ----- | ---- |
| 1978年（昭和53年） |          | 182      | [ 4 ] |      |

## 駅周辺
- 国道238号・北海道道410号雄武港線
- 道の駅おうむ - 当駅廃駅後、駅跡に開業した。
- 雄武町役場
- 雄武町立雄武小学校
- 雄武町立雄武中学校
- 北海道雄武高等学校
- 雄武町国保病院
- 北紋バス、宗谷バス「雄武」停留所

## 駅跡

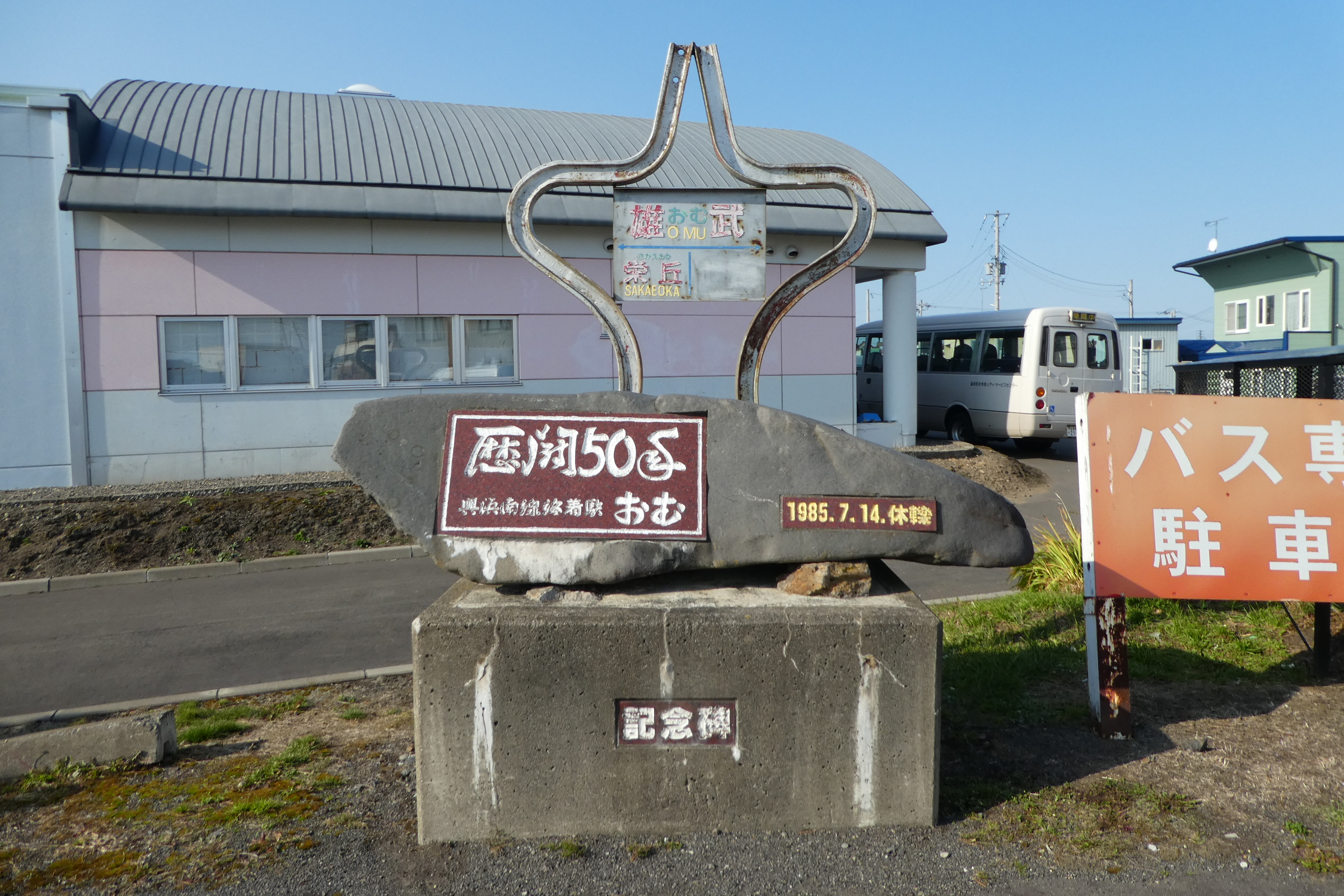
道の駅駐車場の一角にある記念碑

駅舎は取り壊され、跡地には2000年（平成12年）時点で地域交流センターが新築され、バスターミナル、「道の駅おうむ」となった。また、地域交流センター横に「歴闘五十年 興浜南線終着駅 おむ」という記念碑が設置されている。
未成区間については、2010年（平成22年）時点で「雄武トンネル」が残存しており、2018年時点では、雄武トンネルの雄武方は鉄柵、北見枝幸方はコンクリートで遮られている状態であった。その先の元稲府川橋梁、音稲府川橋梁も残っていた。

## 隣の駅
日本国有鉄道
興浜南線
栄丘駅 - <雄武共栄仮乗降場> - 雄武駅 - （未成区間）元稲府駅（計画・仮称）

## 簡易軌道雄武線
かつて当駅から幌内川中流域の上幌内地区へ向け、簡易軌道雄武線が運行されていた。計画は雄武駅 - 上幌内地区27km、開業区間は雄武駅 - 上雄武駅間12.0km。動力は内燃。栽培されていた甜菜及び森林資源の搬出が目的であった。しかしモータリゼーションにより未完成区間の工事は1953年度（昭和28年度）限りで中止となり、開業区間も撤去された。機関車は歌登町営軌道に転用された。

### 歴史
詳細不明とする資料もある。
- 1950年（昭和25年） - 雄武駅 - 上幌内駅間工事着工[13]。
- 1953年（昭和28年）時点 - 完成済み区間である雄武駅 - 上雄武駅間が運行中[13]。
- 1954年（昭和29年）3月頃 - 未完成区間の工事中止[13]。
- 1956年（昭和31年） - 廃止[17]。